# Дівчата з «Согдіани»
«Дівчата з „Согдіани“» — радянський художній фільм, знятий режисером Мукадасом Махмудовим у 1987 році на кіностудії «Таджикфільм». Прем'єра відбулася 17 жовтня 1988 року.

## Сюжет
Студентка Маліка вчиться в одному з інститутів столиці Таджицької РСР — Душанбе. Її хобі — хокей на траві, вона центральна нападаюча жіночої команди «Согдіана». Випадково в аеропорту Маліка знайомиться з Саїдом, який навчався в університеті Бомбея, де юнак, виявляється, освоїв не тільки гуманітарні науки, але й гру в хокей на траві, і прийоми східних єдиноборств, і навіть секрети майстерності індійських танцівниць. Саїд закохується в Маліку і погоджується стати тренером «Согдіани». Але горда дівчина, образившись на критику нового тренера, йде в секцію синхронного плавання. Під виглядом кореспондента Саїд проникає в басейн. Його зустріч з Карімом — тренером Маліки, людиною кар'єристських міркувань, закінчується бійкою, під час якої Саїд хвацько демонструє прийоми кунг-фу. Правда, міліціонери, що з'явилися, відправляють його в камеру попереднього ув'язнення. На виручку Саїду мчить Маліка — тут відбувається їхнє перше любовне побачення. Але, щоб побитий Карім забрав заяву з міліції, Маліка дає згоду стати його дружиною. Звільнений Саїд виводить «Согдіану» на зелене поле стадіону. Переможний результат гри вирішує несподівана поява на матчі Маліки. Виявляється, друзі викрали наречену з весілля і за допомогою вертольота доставили на поле прямо в шлюбній сукні…

## У ролях
- Андрій Градов — тренер жіночої команди по хокею на траві «Согдіана», Саїд Ібрагімович Ахмедов
- Ольга Шахпаронова — Маліка Усманова
- Нурулло Абдуллаєв — Карім-ака (Карім Усманович Усманов)
- Олександр Ходжаєв — льотчик Хасан
- Додохон Махмудов — Додо
- Зухра Заробекова — Гульнора
- Алі Мухаммад — Карім Бахадурович Бурханов
- Рано Хамраєва — мати
- Юрій Сорокин — капітан
- Володимир Ферапонтов — продавець газет Семен

## Знімальна група
- Режисер: Мукадас Махмудов
- Сценаристи: Мунід Закіров, Анатолій Шайкевич
- Оператор: Анатолій Климачов
- Композитор: Олександр Зацепін
- Художник: Абдусалом Абдуллаєв